# 達林頓 (加利福尼亞州)
達林頓（英語：Darlington）是位於美國加利福尼亞州埃爾多拉多縣的一個非建制地區。該地的面積和人口皆未知。

## 地理
達林頓的座標為38°43′05″N 121°24′06″W / 38.71806°N 121.40167°W，而該地的平均海拔高度為1279米（即4196英尺）。